# پاتاوان
پاتاوان، روستایی از توابع طاهرگوراب شهرستان صومعه‌سرا در استان گیلان ایران است.

## جمعیت
این روستا در دهستان طاهرگوراب قرار دارد و براساس سرشماری مرکز آمار ایران در سال ۱۳۸۵، جمعیت آن ۲۰۶ نفر (۶۰خانوار) بوده‌است.